# Поход на подкрепленията за Шипченския отряд
Поход на подкрепленията за Шипченския отряд на 10/22 – 11/23 август 1877 г. е маньовър на Южния руски отряд с командир генерал-лейтенант Фьодор Радецки, който осигурява съществени подкрепления за отбраната Шипченския проход в Руско-турската война (1877-1878).

## Оперативна обстановка
Придвижването на Централната османска армия с командир Сюлейман паша) към Шипченския проход не е разкрито навреме от руското разузнаване. Счита се, че османските сили ще се опитат да преминат Стара планина в района на град Осман пазар.
Донесението на командира на Шипченския руски отряд генерал-майор Николай Столетов от 7 август за съсредоточаването на значителни османски сили към Шипченския проход не довежда до промяна на оперативната оценка на обстановката. Командирът на Еленския руски отряд генерал-майор Игнатий Борейша докладва за появата на значителни противникови сили при село Беброво и неговото атакуване. Затвърждава се оценката, че Сюлейман паша провежда демонстративни действия срещу Шипченския проход, а главният удар ще бъде нанесен в посока към град Осман пазар. Командирът на Южния отряд генерал-лейтенант Фьодор Радецки нарежда: 35-и Брянски пехотен полк да подкрепи Шипченския отряд, а основните подкрепления от 14-а пехотна дивизия с командир генерал-майор Михаил Драгомиров да се насочат към Елена.
След битката при Стара Загора Централната османска армия заема Нова Загора на 23 юли. Частите се прегрупират и попълват боеприпасите. От 30 юли Сюлейман паша насочва и съсредоточава главните си сили към Шипченския проход. Заема село Мъглиж и Казанлък. Разполага на 7 август частите си на бивак при селата Енина и Салтъково. Провежда демонстративни действия при Нова Загора, село Кортен, Сливен и селата Твърдица и Хаинкьой.
На 8 август генерал-лейтенат Фьодор Радецки и основните сили са в Елена. Убеждава се на място, че опасност за направлението към Осман пазар няма, а противниковите действия в района на Ловеч са демонстративни. Получава донесение за началото на боевете на Шипченския проход и създадената критична обстановка. Привечер на 9 август решава да насочи основните подкрепления към Шипченския проход.

### Походът
Войниците от 4-та стрелкова бригада и част от 14-а пехотна дивизия трябва да изминат бързо до Шипченския проход 60 км. по силно пресечен терен, а 2-ра бригада от 14-а пехотна дивизия – 76 км. Походът започва от Търново побатальонно от 3 до 5 ч. на 10 август. Четвърта стрелкова бригада и 2-ра стрелкова бригада пристигат в Габрово от 10 до 13 ч. на 11 август. Поради горещото време в частите има 150 случая на слънчев удар.
В 17 часа същия ден започва походът към билото на Шипченския проход. Авангард на колоната е 4-та стрелкова бригада. Генерал-лейтенат Фьодор Радецки, начело на 2 сотни от 23-ти Донски казашки полк и взвод планински оръдия, я задминава и достига на билото при Тилната батарея. Казаците са спешени и пръснати във верига северно от връх Узункуш. Към тях се присъединяват и артилеристите на планинските оръдия. Коневодите са върнати с конете обратно и след 5 км срещат челото на авангарда. Втора рота от 16-и батальон с командир командир поручик Буфало се качва на конете, а 2 роти от 16-и и целият 14-и стрелкови батальон – на намиращите се наблизо превозни средства на Шипченския руски отряд. Достигат билото в 17:30 ч. След съсредоточаване атакуват противника в 18 ч. През нощта на билото пристига и 2-ра бригада. В резултат е преодоляна кризата в отбраната на Шипченския проход.